# Shortageflation
Shortageflation – zjawisko występowania niedoborów produktów będące wynikiem tłumienia inflacji.
Autorem pojęcia „shortageflation” jest Grzegorz Kołodko.

## Zjawisko „shortageflation”
Zjawisko „shortageflation” występowało przede wszystkim w krajach socjalistycznych, m.in. w Polsce w latach 70. XX wieku.
W gospodarce centralnie planowanej prawa wolnego rynku są ograniczone poprzez interwencje państwa, między innymi przez administracyjne kształtowanie cen dóbr i usług. Jeśli cena zostaje administracyjnie ustalona poniżej ceny równowagi rynkowej, na rynku występuje nadwyżka wielkości popytu nad wielkością podaży, co skutkuje niedoborem: przy określonej cenie więcej produktów "chce być kupionych" przez konsumentów niż dostarczonych przez producentów. W przypadku wolnego rynku nadwyżka wielkości popytu nad wielkością podaży zostanie skorygowana przez wzrost cen, czyli otwartą inflację. Gdy wzrost ceny jest ograniczony administracyjnie, nierównowaga przybiera postać tłumionej inflacji, "shortageflation", którą należy rozumieć jako nadwyżkę wielkości popytu nad wielkością podaży, czyli niedobór, co widać w takich zjawiskach jak kolejki czy konieczność reglamentacji.

## Stagflation vs. shortageflation
Zjawisko „shortageflation” jest często uznawane jako analogiczne do stagflacji (z ang. stagflation).
Stagflacja występuje w krajach o gospodarce wolnorynkowej, natomiast „shortageflation” w gospodarkach centralnie planowanych. Stagflacja, czyli kombinacja inflacji i bezrobocia, wynika z interwencji państwa na rynku pracy. Ustanowienie płacy minimalnej może skutkować brakiem równowagi, czyli bezrobociem, na rynku pracy, gdy przy danym poziomie wynagrodzenia liczba miejsc pracy oferowanych przez pracodawców jest mniejsza niż pracowników, którzy gotowi są podjąć zatrudnienie.
Zjawisko inflacji tłumionej, czyli „shortageflation” było charakterystyczne przede wszystkim dla byłych republik Związku Radzieckiego. Zarówno w krajach o gospodarce wolnorynkowej, jak i centralnie planowanej, ceny nie są całkowicie elastyczne.
W gospodarkach rynkowych także ceny produktów są poddane interwencji państwa. Na przykład produkty ceny produktów rolnych są często utrzymywane powyżej poziomu równowagi dzięki skupom interwencyjnym czy dotacjom do produkcji. W ograniczonym stopniu występuje także zjawisko utrzymywania cen poniżej cen rynkowych w przypadku nieelastycznych rynków takich jak dostawy gazu, prądu czy lekarstw. Na rynku pracy płace także są lepkie ze względu na długoterminowy charakter umów o pracę, porozumienia ze związkami zawodowymi itd. Natomiast w krajach socjalistycznych ceny są celowo, powszechnie utrzymywane na niskim poziomie. W ZSRR uważano za punkt honoru to, że ceny produktów żywnościowych nie zmieniały się na przestrzeni ok. 30 lat. Gdy ceny są odgórnie ustalane na poziomie poniżej równowagi rynkowej, otwarta inflacja jest tłumiona, natomiast występuje nadwyżka popytu nad podażą, czego skutkiem jest niedobór towarów.

## Skutki tłumienia inflacji
Tłumienie inflacji miało być z założenia przyjazne inwestycjom poprzez utrzymanie stabilności cen. Prawdziwym skutkiem tego zjawiska był jednak rosnący niedobór produktów i wynikający z niego spadek efektywności inwestycji, co prowadziło w istocie do zahamowania wzrostu gospodarczego. Należy dodać, że tłumiona inflacja negatywnie wpływała na produktywność pracy poprzez stratę czasu na stanie w kolejkach, przymusową substytucję dóbr oraz oszczędności, a także łapówkarstwo.
Jakie są więc prawdziwe przyczyny hamowania inflacji w gospodarkach centralnie planowanych?
Wyróżnia się dwa główne powody: ekonomiczny i polityczny.
Główny czynnik ekonomiczny wynika z problemu nadmiernego popytu inwestycyjnego, który prowadzi do nadmiernego zagregowanego popytu globalnego. Pozwolenie na wystąpienie otwartej inflacji może wymknąć się pod kontroli, co doprowadzi do chaosu w gospodarce. Tłumienie inflacji jednak skutkuje występowaniem chronicznych niedoborów produktów konsumpcyjnych i inwestycyjnych na czym cierpi efektywność gospodarki
Czynnik polityczny opiera się na przekonaniu, że rząd społeczeństwo jest niezadowolone z rosnących cen, a co za tym idzie rządzący będą oceniani negatywnie, gdy wystąpi otwarta inflacja.